# Torneo de Bad Gastein 2015
El Gastein Ladies 2015 es un torneo profesional de tenis jugado en canchas de arcilla. Se trata de la novena edición del torneo que forma parte de la WTA Tour 2015. Se llevará a cabo en Bad Gastein, Austria entre el 20 y el 26 de julio de 2015.

## Cabeza de serie

### Individual femenino
| Tenista                   | Ranking | Preclasificada |
| Sara Errani               | 20      | 1              |
| Samantha Stosur           | 22      | 2              |
| Karin Knapp               | 43      | 3              |
| Carina Witthöft           | 50      | 4              |
| Lucie Hradecká            | 55      | 5              |
| Julia Görges              | 57      | 6              |
| Anna Karolína Schmiedlová | 60      | 7              |
| Tatjana Maria             | 62      | 8              |

- Ranking del 13 de julio de 2015

### Dobles femenino
| Tenista                             | Ranking | Preclasificada |
| Lara Arruabarrena Lucie Hradecká    | 66      | 1              |
| Alicja Rosolska Laura Siegemund     | 122     | 2              |
| Andreja Klepač Aleksandra Krunić    | 133     | 3              |
| Janette Husárová Kateřina Siniaková | 133     | 4              |

## Campeonas

### Individual Femenino
Samantha Stosur venció a  Karin Knapp por 3-6, 7-6(3), 6-2

### Dobles Femenino
Danka Kovinić /  Stephanie Vogt vencieron a  Lara Arruabarrena /  Lucie Hradecká por 4-6, 6-4, [10-3]